# Paramo

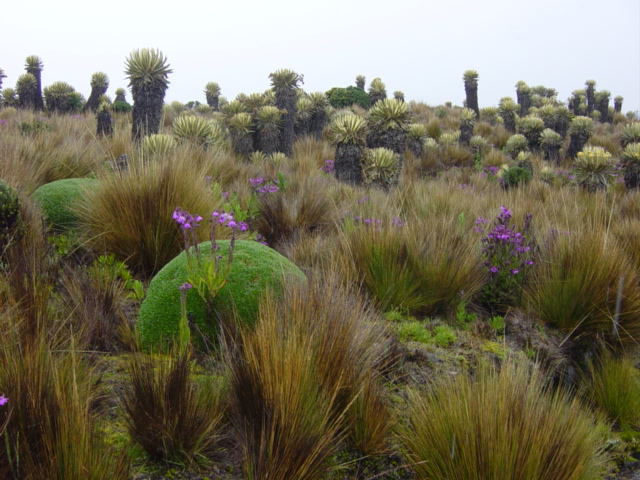
Paramo na wulkanie Santa Isabel w Kolumbii z roślinami poduszkowymi i wysokimi okazami Espeletia

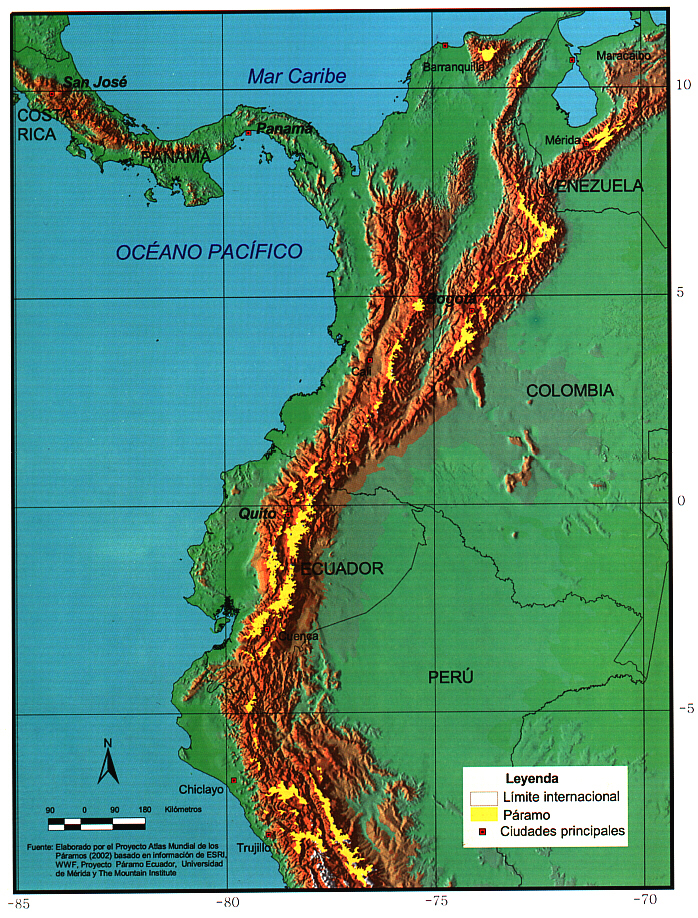
Zasięg paramo (kolor żółty) na tle północnych Andów (kolor czerwono-bordowy)

Paramo – formacja roślinna o charakterze trawiastym i zaroślowym występująca w Andach powyżej górnej granicy lasu na obszarach o klimacie zimnym i wilgotnym. Występuje w Ameryce Centralnej i Południowej między 11° szerokości geograficznej północnej i 8° szerokości geograficznej południowej. Największy areał formacja zajmuje w Ekwadorze i Kolumbii, na mniejszych powierzchniach wykształca się w północnym Peru, Wenezueli, Panamie i Kostaryce. Nie ma charakteru ciągłego – występuje w różnych obszarach górskich, w tym wyodrębnianych jako osobne ekoregiony np. najdalej na północ wysunięty w Ameryce Południowej ekoregion górskich formacji trawiastych i zaroślowych północnej Kolumbii obejmujący góry Sierra Nevada de Santa Marta. Największy areał formacji znajduje się w ekoregionie rozciągającym się w Andach Północnych od Środkowego Ekwadoru po Kolumbię, przy czym występuje w jego obrębie także w odrębnych pasmach m.in. Kordyliery Środkowej i Cordillera de Mérida.
Ogólna powierzchnia zajmowana przez formację określana jest na 35 tys.–46 tys. km².
Czasem określenie stosowane jest do podobnych formacji wykształcających się w podobnych warunkach w piętrze alpejskim strefy równikowej w południowo-wschodniej Azji i w Afryce.
Formacja z Panamy i Kostaryki bywa wyróżniana w stosunku do andyjskiej i określana mianem Isthmian Páramos („paramo z przesmyku”).

## Warunki kształtowania się

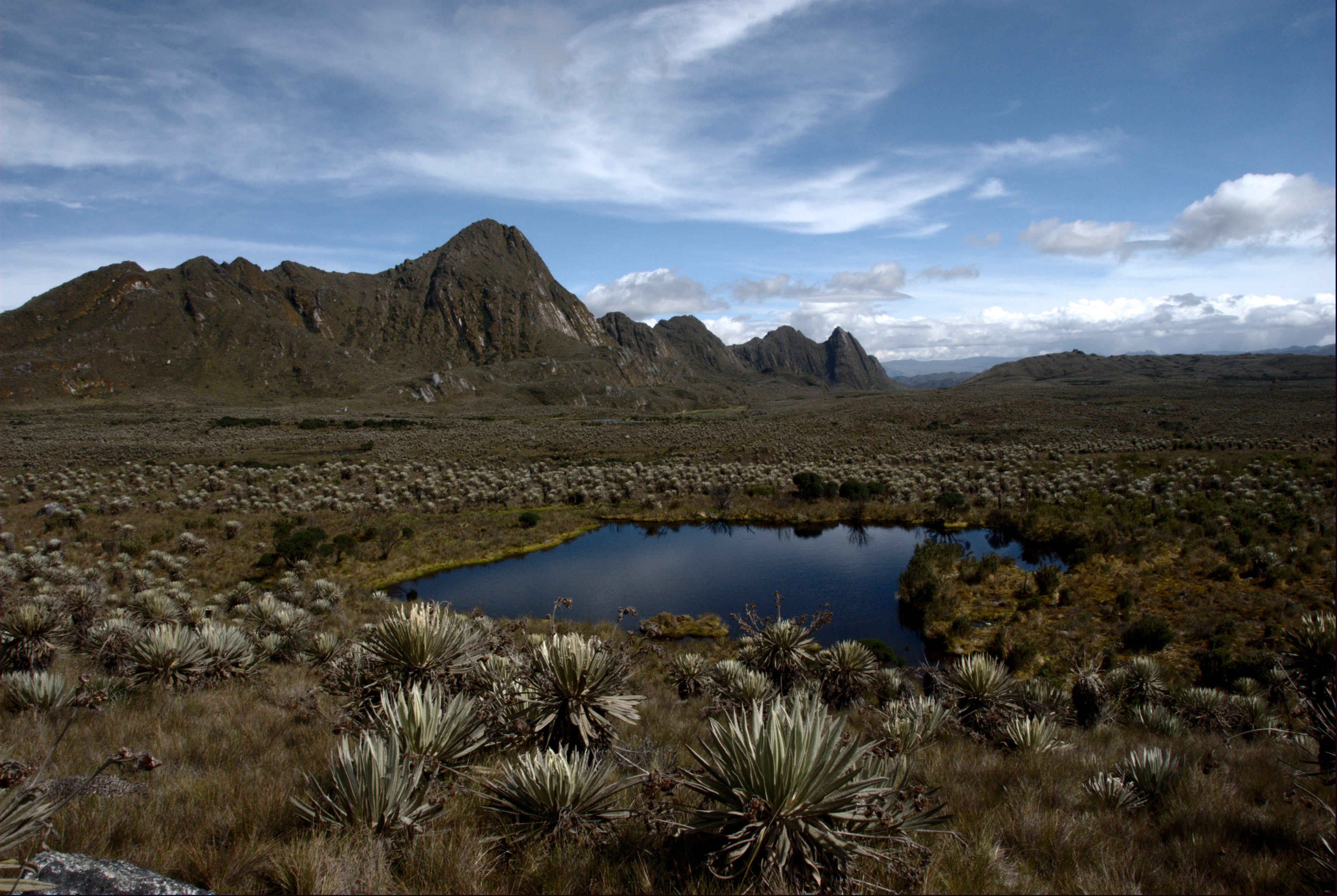
Paramo z Espeletia w Sumapaz w Kolumbii

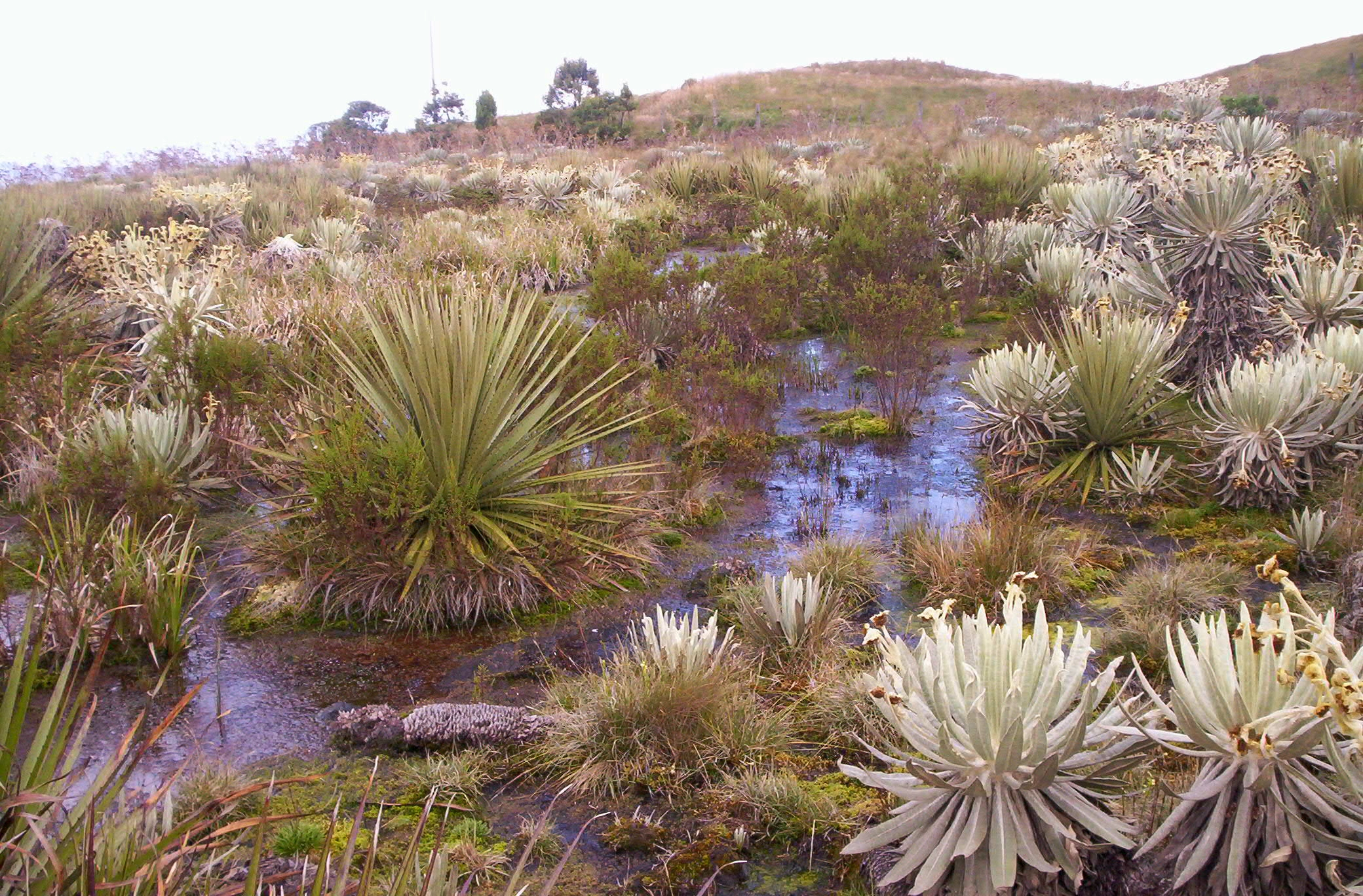
Paramo w Boyacá w Kolumbii

W różnych pasmach górskich formacja tworzy się na różnych rzędnych, zazwyczaj występuje między 3000 a 4200 m n.p.m., rzadziej w formie fragmentarycznej sięgając miejscami do 4700 m n.p.m. Od strony wschodniej gór paramo wykształca się w piętrze zwanym terra fria (strefa zimna) ponad górskimi lasami iglastymi ceja sięgającymi do 3000–3200 m n.p.m., a poniżej terra helada (strefy mrozu) z nagimi skałami, lodowcami i co najwyżej roślinami zarodnikowymi i porostami, zaczynającej się na ok. 4000 m n.p.m. Największe areały paramo zajmuje w obrębie wyżyn śródgórskich (altiplano) i na zboczach zachodnich. W kierunku południowym paramo przechodzi w wykształcającą się w suchszych warunkach formację puna, występującą też na suchych wyżynach śródgórskich bliżej równika w mozaice z formacją paramo, w warunkach przejściowych tworząc wilgotną postać puna, zwaną jalca (dominującą w północnym Peru).
Warunki panujące w paramo uznawane są za skrajne dla życia, bowiem wilgotność powietrza sięga tu do 85%, panuje niskie ciśnienie atmosferyczne i generalnie niskie średnie temperatury (od 1 do 10 °C), wyrównane w skali roku (ich amplituda zwykle nie przekracza 3 °C), przy czasem dużej ich amplitudzie dobowej sięgającej od ok. 0 do 20 °C. Temperatury poniżej 0 °C występują tu jednak rzadko. Przy braku zróżnicowania pór roku warunki pogodowe są bardzo zmienne – w ciągu jednego dnia mogą występować w tym samym miejscu śnieżyce, okresy słoneczne i intensywne opady. Opady w skali rocznej wynoszą od 1000 (600) do 2300 mm, przy dużych różnicach lokalnych i występowaniu deszczów nawalnych dających miejscami do 4000 mm opadów rocznie. Gleba na ogół jest silnie kwaśna (pH od 3,9 do 5,4) i próchniczna. Na dużych powierzchniach występują torfowiska, w których ze względu na niskie temperatury bardzo powoli postępuje proces rozkładu materii organicznej, przez co są one bardzo ubogie w substancje odżywcze.
Obszar występowania formacji ulegał silnym transformacjom w okresach zlodowaceń, przy czym pozostałością ostatniego są występujące w wielu miejscach w obrębie formacji jeziora polodowcowe.

Paramo przy różnej pogodzie
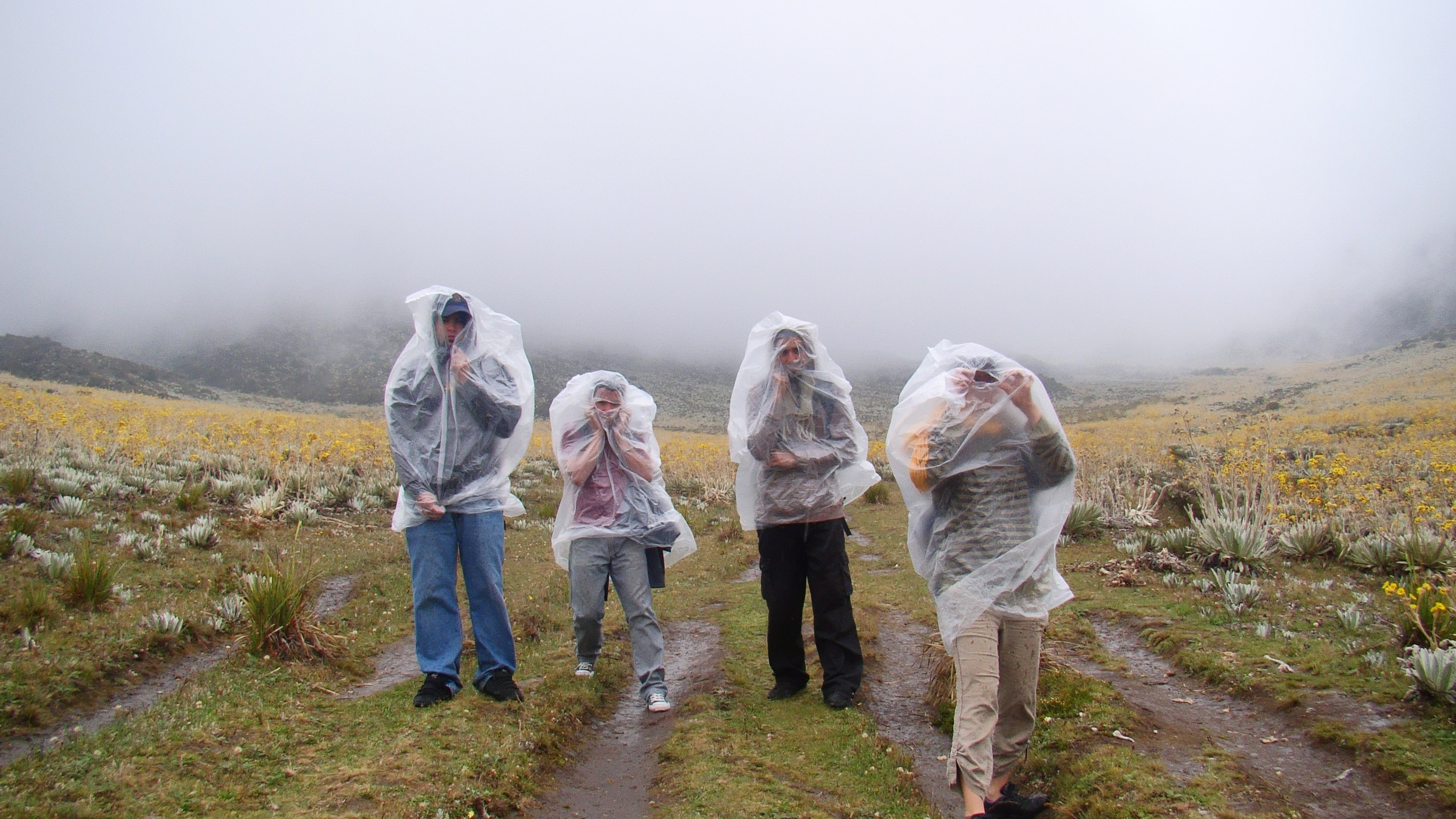
W czasie deszczu
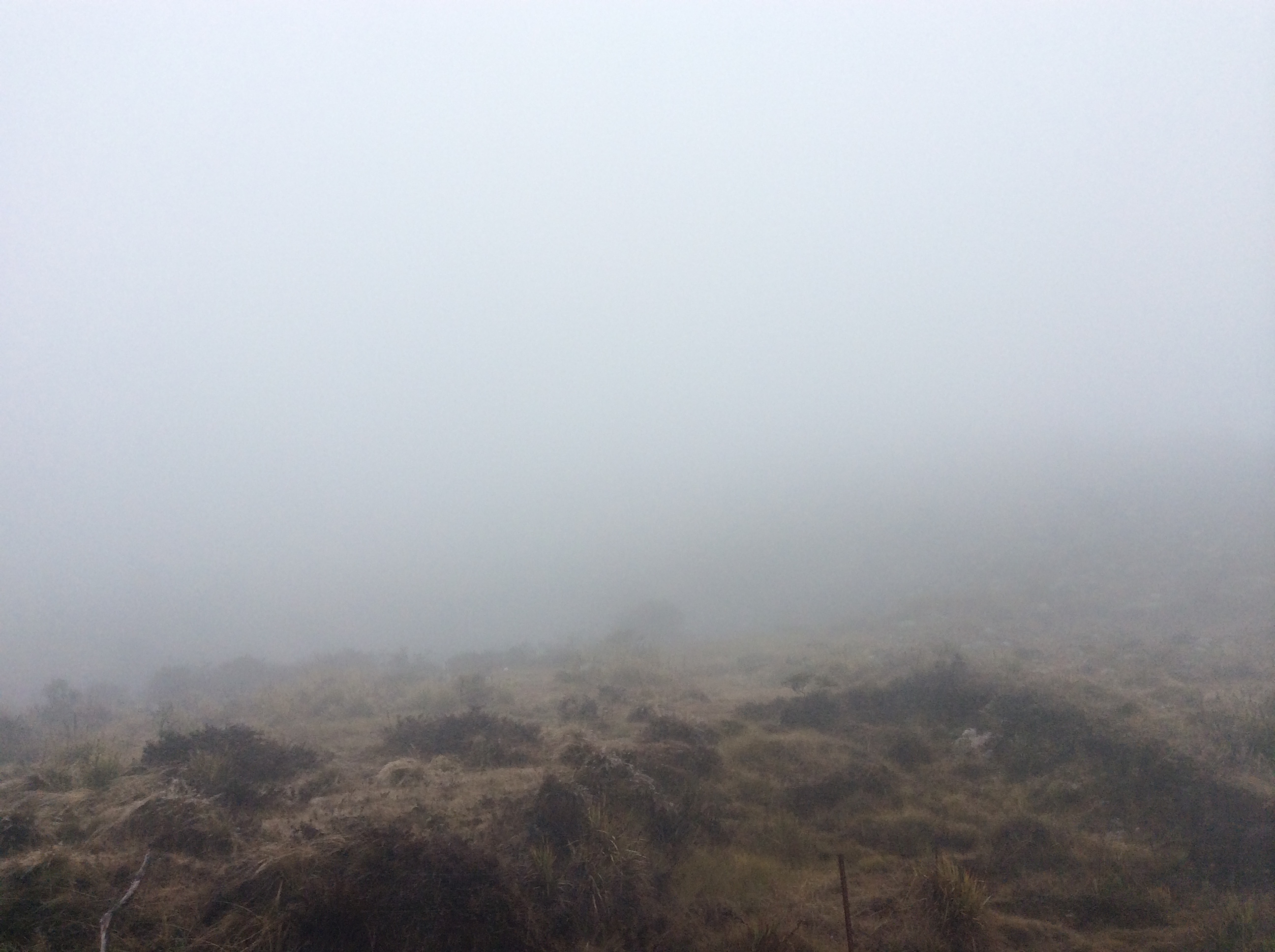
W czasie mgły
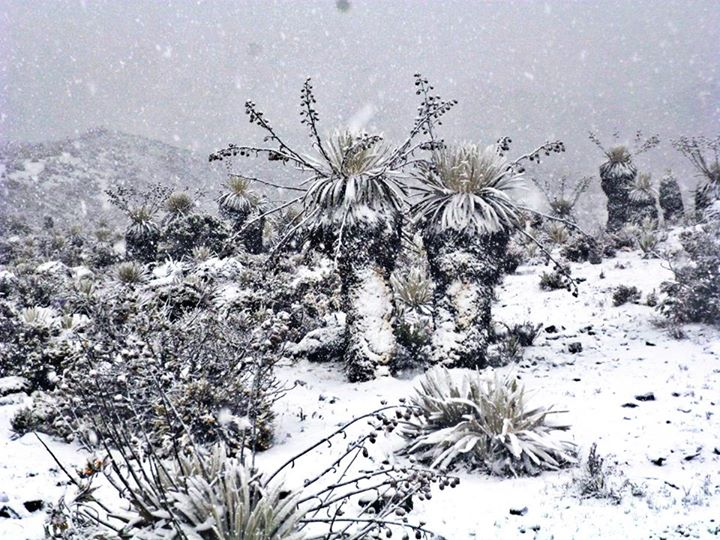
Podczas śnieżycy
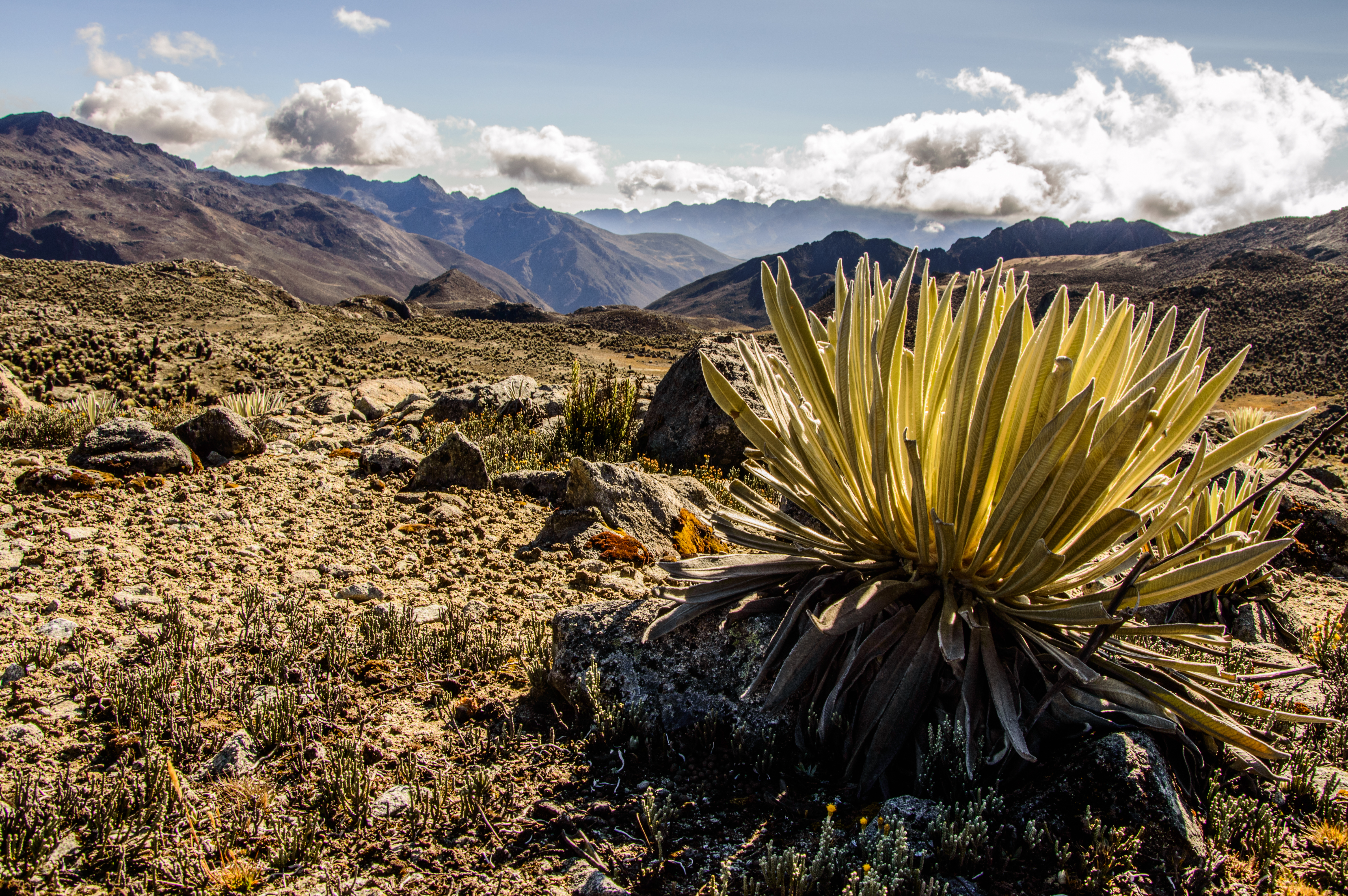
Przy słonecznej pogodzie

## Zróżnicowanie roślinności

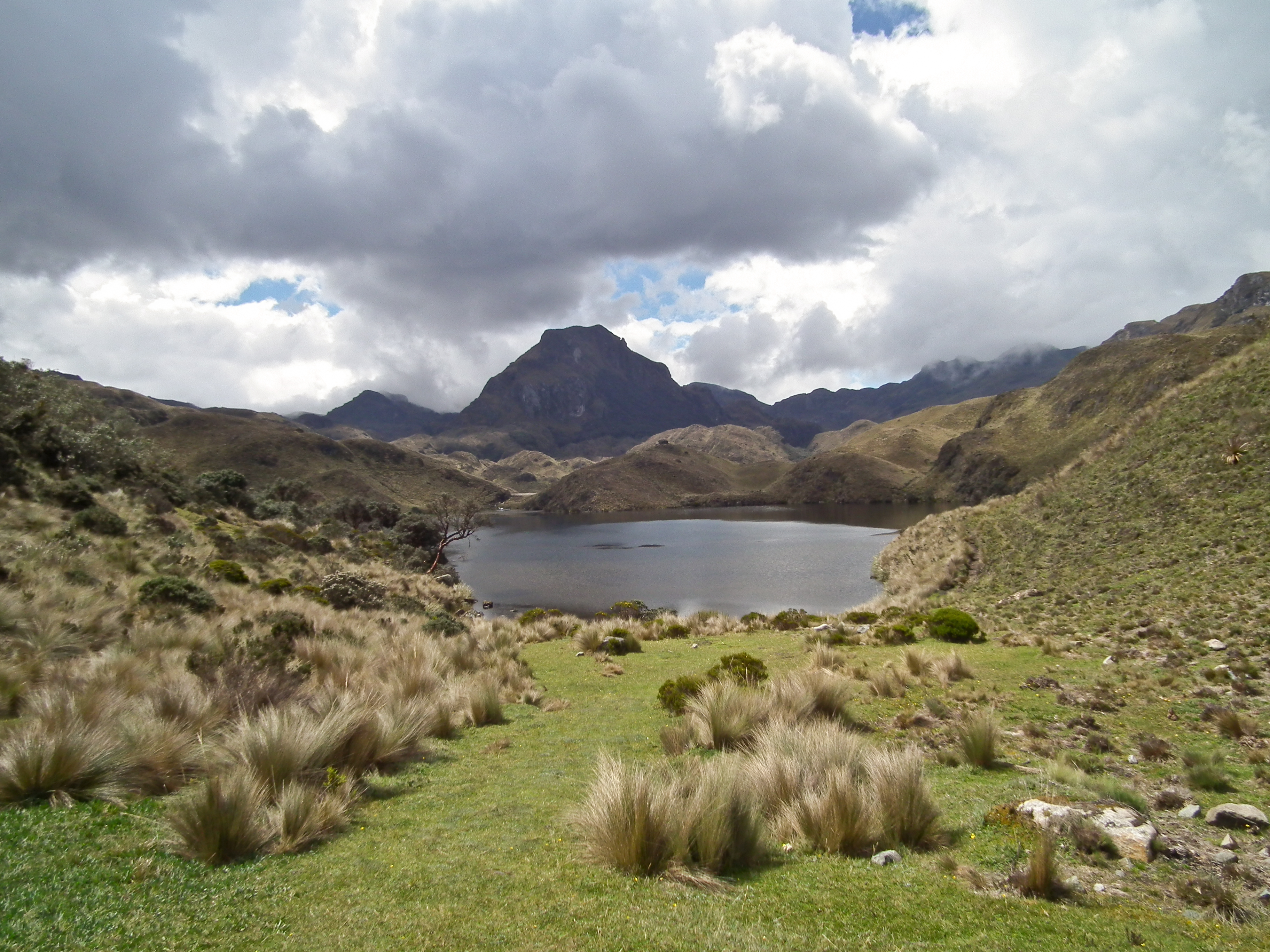
Paramo trawiaste w Parku Narodowym El Cajas w Ekwadorze

Ze względu na brak zróżnicowania pór roku w paramo rosną wieloletnie i wiecznie zielone byliny i rośliny krzewiaste. Często chronione są przed niskimi temperaturami przez wełniste owłosienie i okrywanie grubych, słabo rozgałęzionych pędów zwisającymi, martwymi liśćmi. Niektóre tworzą grube pędy zagłębione w podłożu. Silniej owłosione są zwłaszcza rośliny z wyższych partii formacji, gdzie częściej zdarzają się temperatury ujemne. W obrębie formacji występuje 1,3 tys. gatunków mszaków i 3,4 tys. gatunków roślin naczyniowych.
W paramo trawiastym dominują trawy, zwłaszcza z rodzajów: trzcinnik Calamagrostis, kostrzewa Festuca, ostnica Stipa i śmiałek Deschampsia. Tworzą one zwykle kępy o średnicy osiągającej 1 m i podobnej wysokości. Trawom towarzyszą także podobne turzyce Carex oraz wiele gatunków roślin zielnych i niskich krzewów. Charakterystyczny wygląd zbiorowiskom nadają okazałe rośliny o tęgich, drewniejących pędach osiągających kilka, czasem nawet do 14 m wysokości z rodzajów puja Puya i espelecja Espeletia. Pokrój niskich, pokrzywionych drzew lub krzewów mają rośliny z rodzaju Polylepis. Tworzą one w niższych położeniach niskie, krzaczaste lasy z dużym udziałem epifitów. Krzewy rosnące w formacji mają zwykle krótkie i poskręcane pędy oraz niewielkie i skórzaste liście. Reprezentują rodzaje: budleja Buddleja, Diplostephium, Gaultheria, Miconia i Pentacalia. Niskie, często ścielące się przy powierzchni gruntu krzewinki należą głównie do rodzajów: Arcytophyllum, Disterigma, Pernettya i starzec Senecio. Rośliny zielne występują często w postaci roślin poduszkowych (babka Plantago, azorella Azorella, piaskowiec Arenaria, Oreobolus), roślin o rozetach przyziemnych z grubym korzeniem palowym (np. lewizja Lewisia, głodek Draba, prosienicznik Hypochaeris) i geofitów z podziemnymi organami spichrzowymi (np. z rodzaju Orthrosanthus). Na fizjonomię roślinności paramo istotny wpływ mają poza tym m.in. takie rośliny jak: paprocie z rodzaju podrzeń Blechnum, Valeriana arborea, Diplostephium revolutum, Gynoxys paramuna, Senecio vaccinioides, Hypericum larycifolium, Lupinus alopecuroides, Vallea stipularis.
W paramo w wyższych partiach gór roślinność jest bardziej otwarta, na wyższych wysokościach mniej jest kępiastych traw, a więcej roślin poduszkowych i bardzo zróżnicowanych roślin zielnych, wśród których wyróżniają się zwłaszcza biało owłosione starce Senecio. Przy górnej granicy zasięgu formacji roślinność stopniowo ustępuje nagim skałom i zbiorowiskom mszaków i porostów, płatami rosną tu trawy i krzewinki.
W obrębie paramo duże powierzchnie zajmują górskie torfowiska. Istotny element krajobrazu paramos stanowią torfowiska z roślinami poduszkowymi, zwłaszcza z rodzaju Distichia. Występują tu także torfowiska mszarne z torfowcami i bogatą florą, choć z reguły niewielkie i płytkie. W Kolumbii torfowiska te porastają często zaroślami osiągającymi zwykle do 2, rzadko do 7 m wysokości tworzonymi przez espelecje i paprocie. W Kostaryce występują mszary z dominacją paproci Blechnum loxense, Puya dasylirioides i gatunkami z rodzaju Xyris. W zbiornikach z makrofitów występuje tu Myriophyllum aquaticum.
Ze względu na izolowane wyspowo rozmieszczenie płatów formacji w różnych pasmach północnych Andów formacja wyróżnia się dużym udziałem endemitów w poszczególnych obszarach jej występowania.

Przykłady flory paramo
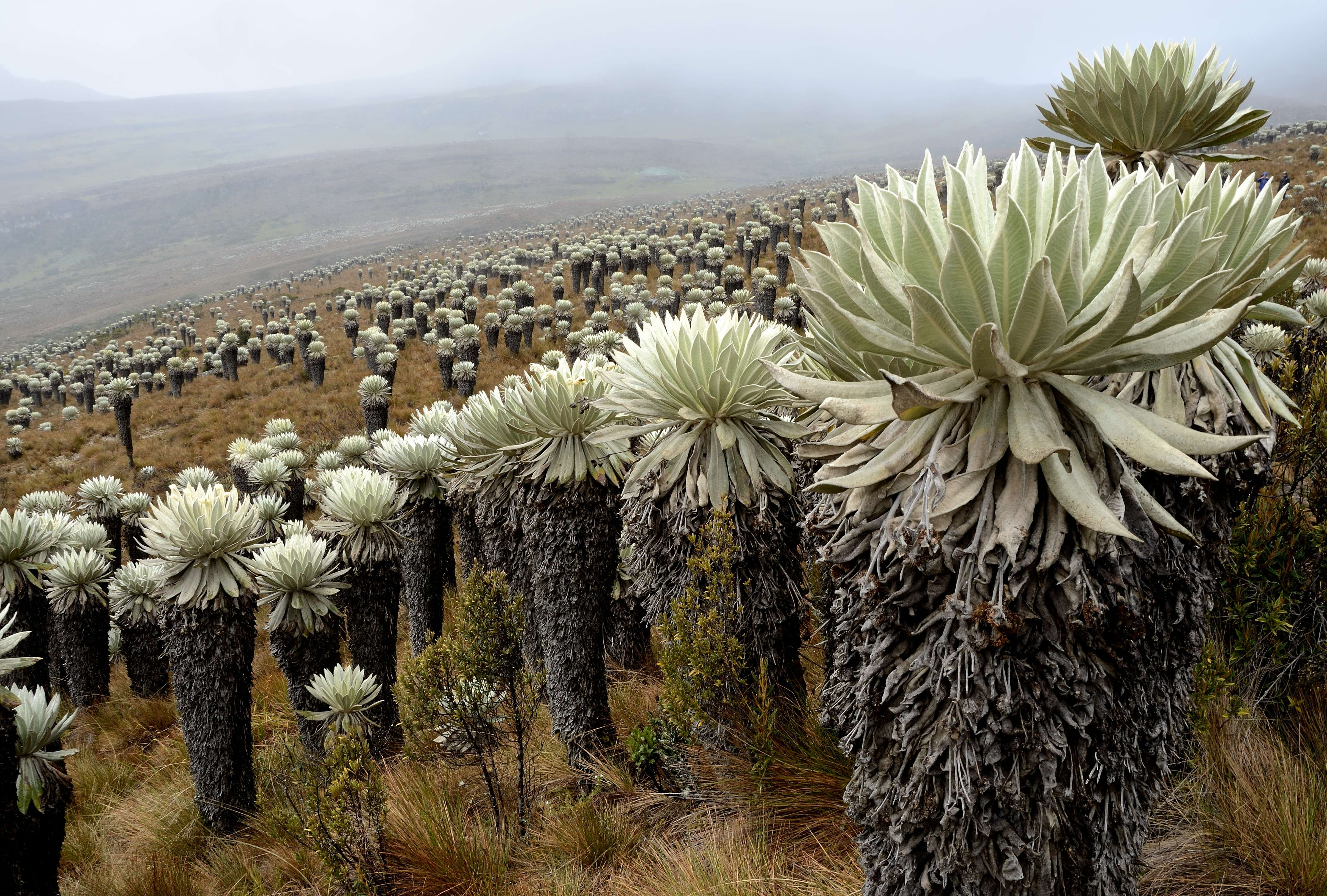
Espelecje
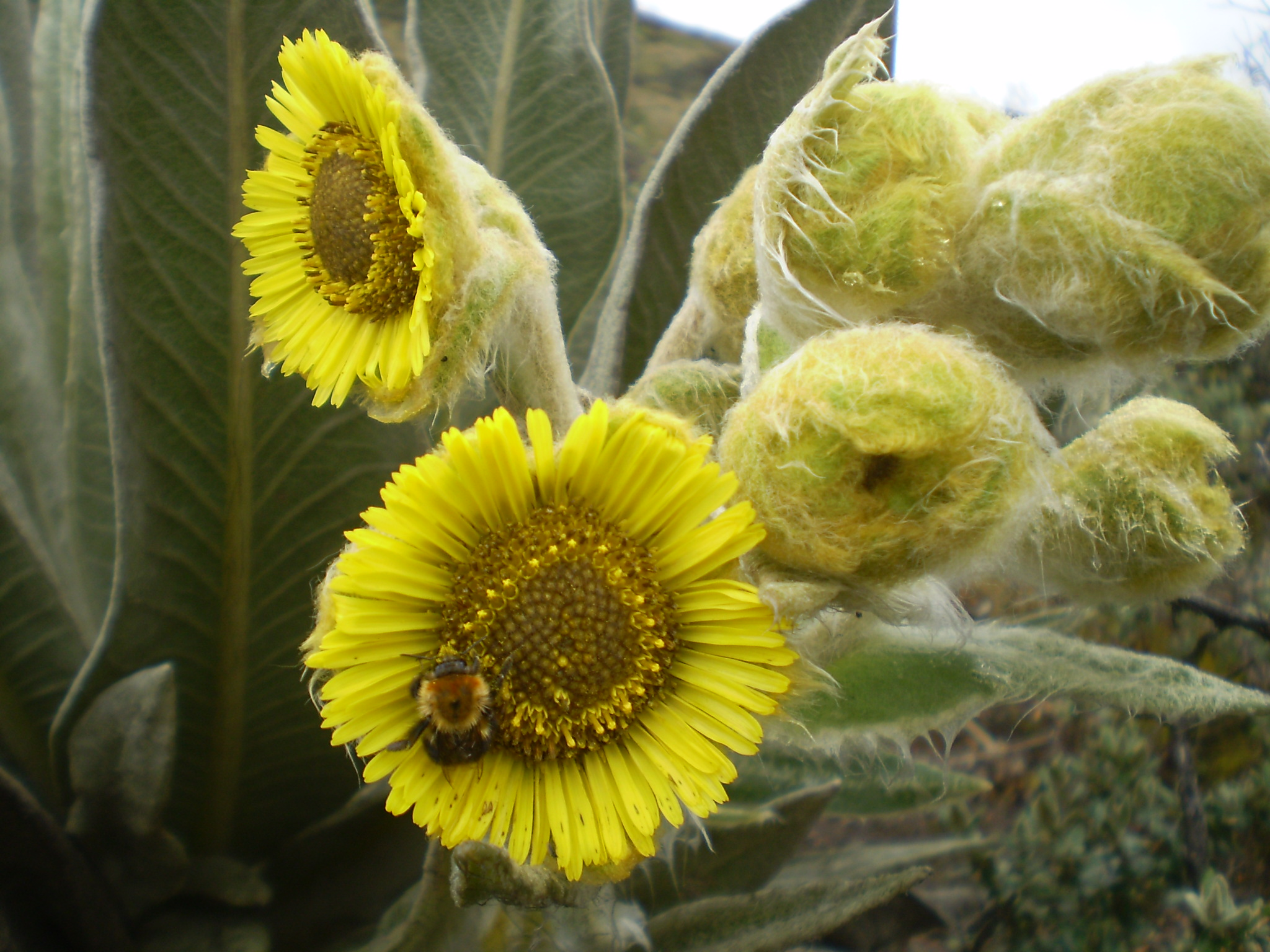
Kwiatostany Espeletia schultzii
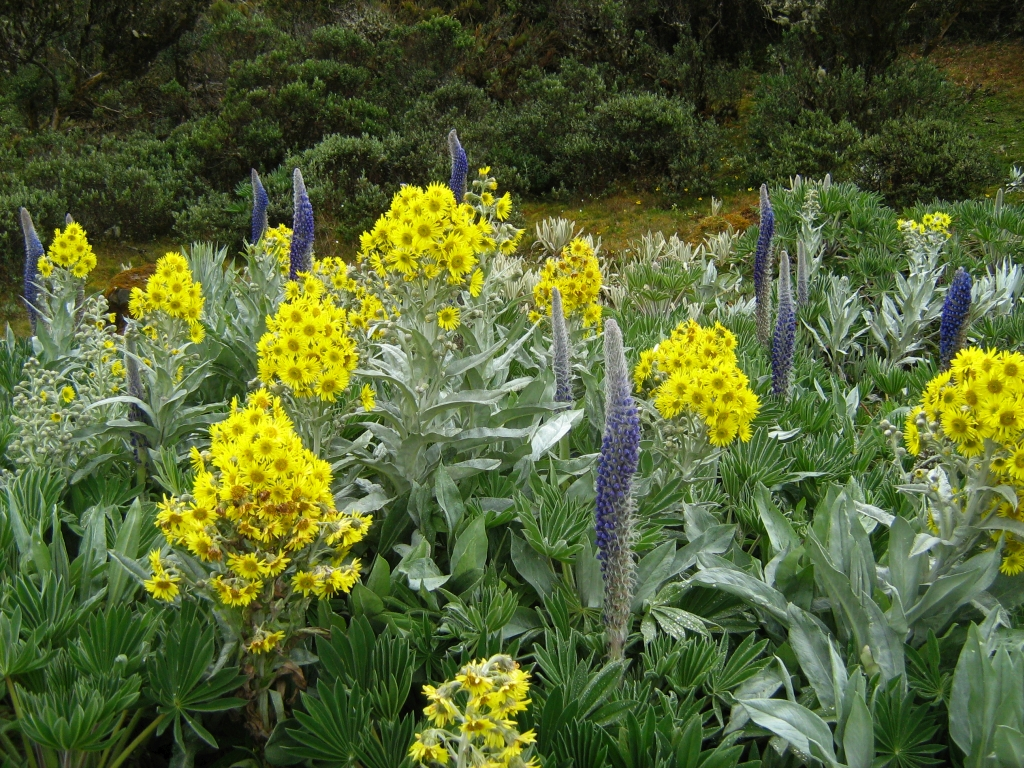
Espelecje i Lupinus alopecuroides

## Fauna

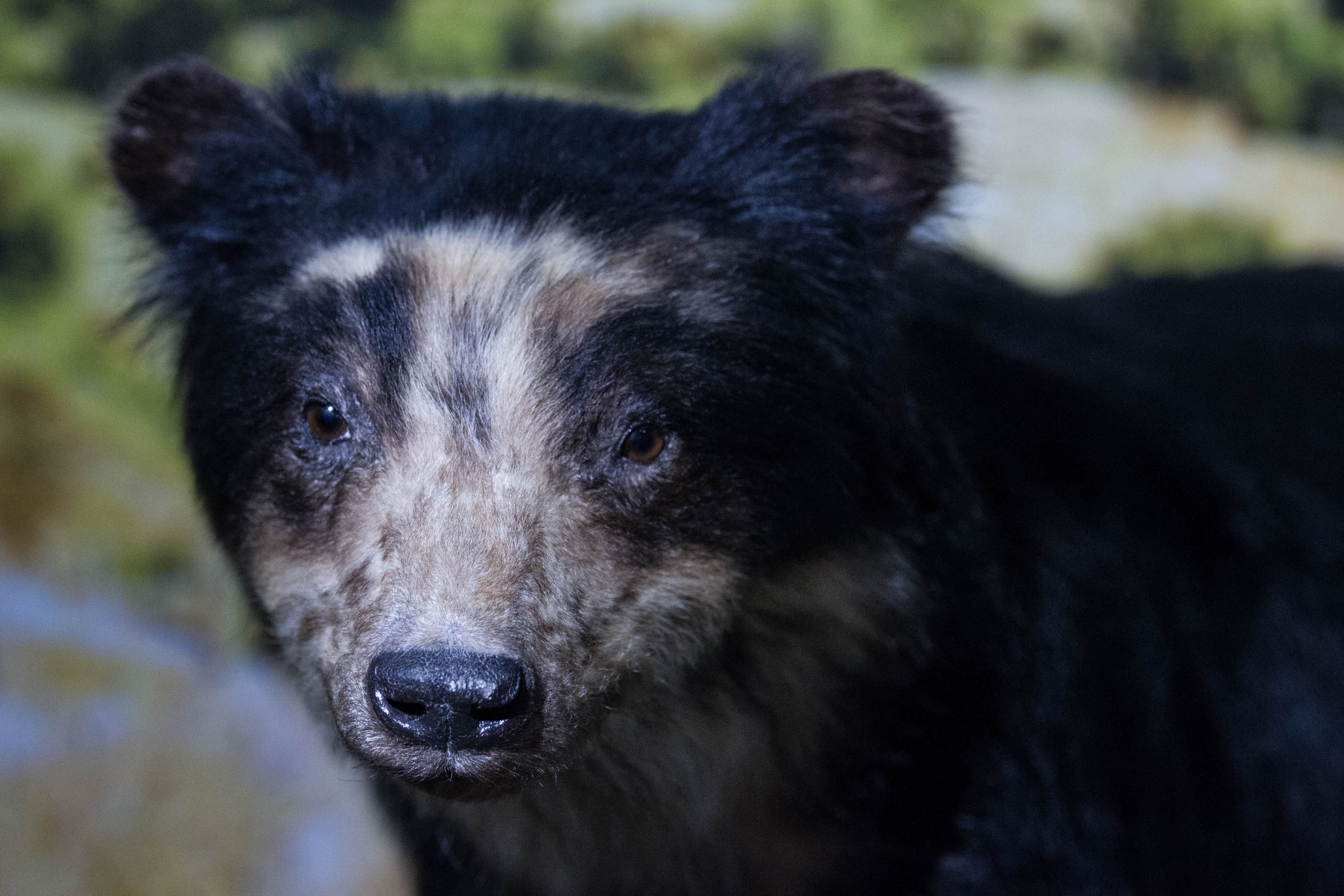
Andoniedźwiedź okularowy

Z formacją związana jest specyficzna fauna, zwłaszcza bezkręgowców, gryzoni i ptaków. Występują tu liczne kolibry Trochilinae, charakterystyczny pudu północny Pudu mephistophiles i andoniedźwiedź okularowy Tremarctos ornatus.

## Przemiany antropogeniczne
Paramo w odróżnieniu od większości formacji alpejskich na świecie należy do wyjątkowo mocno na dużych powierzchniach przekształconych w wyniku działalności człowieka, w wyniku wypalania i wycinania roślinności oraz wykorzystywania w formie pastwisk i gruntów uprawianych. Intensywny wypas alpak i lam obwiniany jest o spowodowanie obniżenia górnej granicy lasu w północnym Peru o ok. 850 m. Ze względu na wykorzystywanie drewna jako opału bardzo ograniczony został w obrębie paramo udział roślin drzewiastych, zwłaszcza Polylepis.

## Klasyfikacja
Według International Vegetation Classification formacja zaliczana jest do tropikalnych górskich formacji trawiastych i zaroślowych (2.A.2. Tropical Montane Grassland & Shrubland – F017) w ramach tropikalnych formacji trawiastych, zaroślowych i sawann (2.A. Tropical Grassland, Savanna & Shrubland).
W klasyfikacji World Wide Fund for Nature (WWF) formacja dzielona jest na cztery ekoregiony:
- NT1007 paramo Sierra Nevada de Santa Marta (Santa Marta páramo) (Kolumbia)
- NT1005 paramo gór Cordillera de Mérid (Cordillera de Merida páramo) (Wenezuela)
- NT1006 paramo północnoandyjskie (Northern Andean páramo) (Ekwador, Kolumbia, Wenezuela)
- NT1004 paramo Kordyliery Środkowej (Cordillera Central páramo) (Peru północne, Ekwador południowy)

## Paramo magellańskie i szersze znaczenie

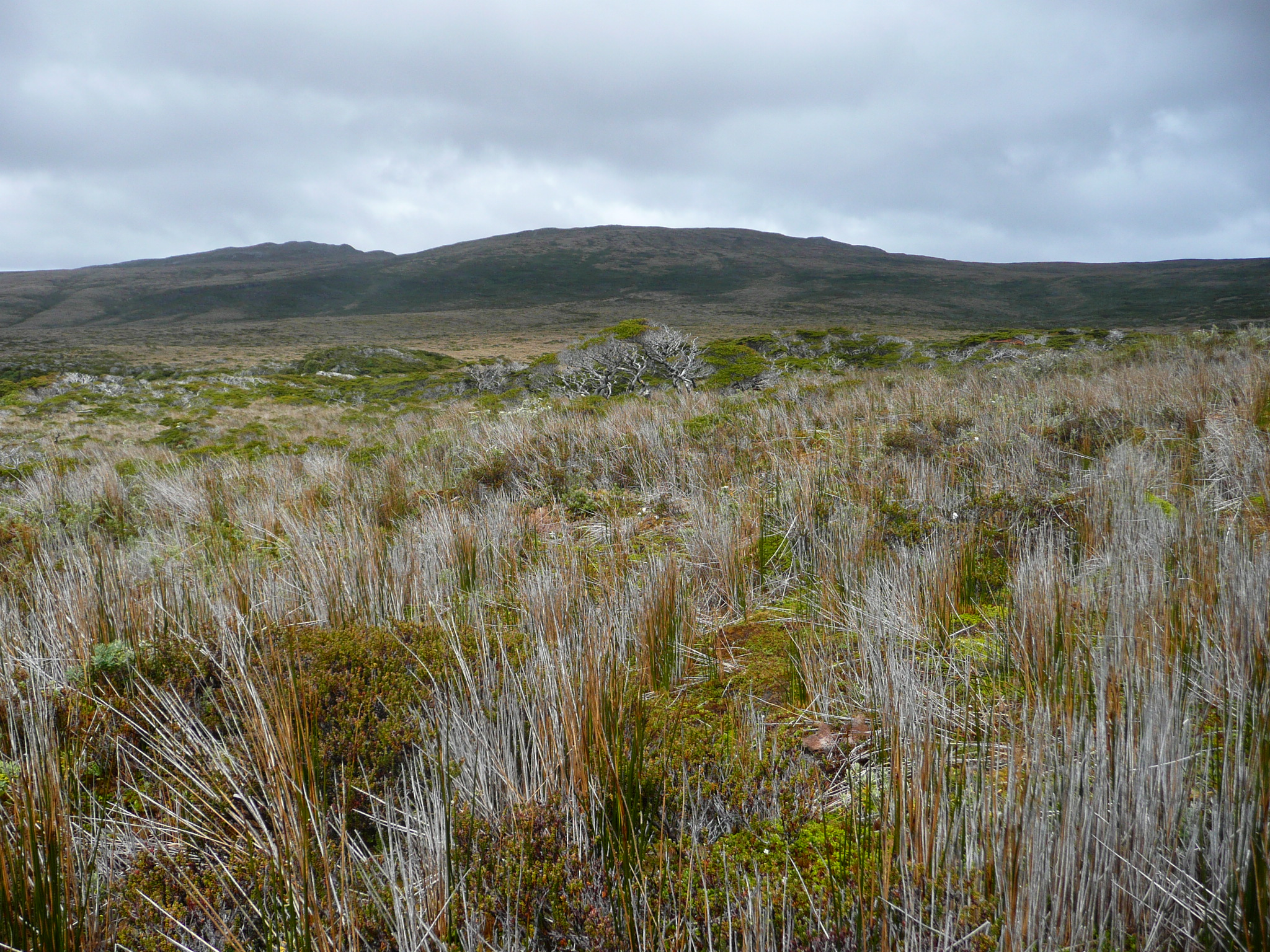
Paramo magellańskie na wyspach Hermite

Na południowo-zachodnich obrzeżach kontynentu południowoamerykańskiego, na południowych i zachodnich krańcach archipelagu Ziemi Ognistej lasy magellańskie występują tylko w obniżeniach terenu i w obszarze tym panuje formacja nieleśna zwana paramo magellańskim.
Ze względu na odmienność warunków klimatycznych i roślinności pięter wysokogórskich w strefie międzyzwrotnikowej od piętra alpejskiego w górach stref umiarkowanych i polarnych, część autorów stosuje termin „paramo/paramos” na określenie wysokogórskiej roślinności w całej strefie równikowej.